# 好好先生
好好先生又称老好人或烂好人 ，是指呈现C型性格障碍（注意不是性格。性格障碍的判定标准通常以ICD10描述为准）有的一类人。与好人和利他主义不同，老好人对自我价值缺乏信心，渴望为他人做好事来换取肯定，同时为了回避人际冲突，习惯性压抑自己的真实想法。

## 历史
《世說新語·言語篇》注引《司馬徽別傳》記載，司馬徽每逢有人問某人某事好壞，他皆說“好”。